# Ludwig Heinrich Bojanus
Ludwig Heinrich Bojanus a fost un medic și naturalist german, care s-a născut la 16 iulie 1776 la Bouxwiller, în Alsacia, și a decedat la 2 aprilie 1827 la Darmstadt.
Bojanus a studiat la Darmstadt și la Universitatea din Jena, unde și-a obținut titlul de medic în 1797. Guvernul landului Hessa i-a cerut să supravegheze crearea unei școli veterinare, însă proiectul nu s-a finalizat. Bojanus a acceptat un post de profesor de medicină veterinară la Universitatea din Vilnius, în 1806, și, apoi, de anatomie comparată, în 1824. 
Este autorul a 70 de titluri de anatomie, dintre care șapte cu privire la anatomia broaștelor țestoase și a șerpilor. Lucrarea sa cea mai importantă pe această temă este Anatome Testudines Europaeae (1819-1821), considerată cea mai bună lucrare de anatomie a vertebratelor publicată vreodată. Conține patruzeci de tabele cu privire la țestoasa de lac (Emys orbicularis). Bojanus a fost cel care a semnat ilustrațiile și cel care a finanțat personal publicarea cărții sale. Tirajul  a fost de 80 de exemplare, din care trei exemplare originale sunt păstrate în prezent în Franța (două la Paris, unul la Biblioteca Centrală a  Muzeului Național de Istorie Naturală, celălalt la Institutul Franței, și al treilea la Biblioteca Științelor a Universității din Strasbourg). 
De asemenea, s-a aplecat și asupra altor animale, mai ales asupra anatomiei moluștelor bivalve și asupra viermilor intestinali. Tot el a distins zimbrul (Bos primigenius Bojanus) de bizonul de stepă (Bison Priscus Bojanus). 